# Nicomaque de Gérase
Pour les articles homonymes, voir Nicomaque.
Nicomaque de Gérase, en grec Νικόμαχος ὁ Γερασηνός, né à Gérase (actuelle Jerash, en Jordanie), vécut en 150 (d'autres sources donnent 50 - 120)  est un mathématicien et philosophe néo-pythagoricien. Il est mort en 196 selon le philosophe John M. Dillon - ou en 142 (selon Andrew H. Criddle).
Le philosophe néoplatonicien Proclos déclarait être une réincarnation de Nicomaque de Gérase. Son Introduction à l'arithmétique (en) était un manuel de base dans les écoles platoniciennes, et il fut important depuis Jamblique jusqu'au XIIIe siècle - il sera traduit en latin par Boèce vers 505.

## Philosophie
Dans son ouvrage Introduction à l'arithmétique, il étudie les nombres et cherche leurs propriétés métaphysiques, comparées aux catégories d'Aristote : qualités, quantités, formes, tailles, égalités, relations, activités, dispositions, lieux et temps. Ce n'est donc pas une œuvre en arithmétique au sens où on l'entendrait de nos jours, mais une justification de la philosophie pythagoricienne du nombre.
Il définit ainsi les nombres pairs et impairs, les nombres premiers et composés, les nombres parfaits. Il trouve les quatre premiers nombres parfaits : 6, 28, 496, 8128. Il remarque qu'en ajoutant les nombres impairs par paquets (1, 3 + 5, 7 + 9 + 11, 13 + 15 + 17 + 19…) on obtient les cubes successifs des entiers naturels (13, 23, 33, 43…). L'œuvre de Nicomaque n'est qu'une observation des propriétés des nombres, mais elle permet de mieux comprendre les philosophies de Pythagore et de Platon dans le domaine mathématique.
Nicomaque, dans ses Théologoumènes arithmétiques, veut réduire les Formes, Idées de Platon aux catégories d'Aristote et aux propriétés formelles des nombres.

### Ouvrages de Nicomaque de Gérase
- Introduction à l'arithmétique (vers 180), trad. Bertier, Vrin, 1978. Le livre de Boèce, De institutione arithmetica (vers 505, trad. J.-Y. Guillaumin, Institution arithmétique, Les Belles Lettres, 1995), est quasiment une traduction du livre de Nicomaque.
- Théologie de l'arithmétique. Theologoumena arithmeticae. Il existe un autre Theologoumena arithmeticae, dû à un pseudo-Jamblique (IVe siècle), qui contient l'ouvrage de Nicomaque de Gerasa : édi. par U. Klein, Stuttgart, Teubner, 1975, rééd. Saur Verlag 1998.
- Manuel d'harmonique, trad. Charles-Émile Ruelle, Annuaire de l'Association pour l'encouragement des Études grecques en France (1880), Paris, Baur 1881 . En trad. latine : Harmonicum enchiridium, éd. par Karl von Jan, Musici scriptores graeci, Leipzig, 1895, p. 210-265. Trad. an. A. Barker, Greek Musical Writings, Cambridge University Press, 1989.
- Introduction à la musique. Conservé dans Boèce, De musica. De institutione musica (vers 505). Trad. an. C. M. Bower, Boethius, Fundamentals of Music, New Haven, Yale University Press, 1989. Trad. fr. Christian Meyer, Traité de la musique, introduction, traduction et notes, Brepols, 2004.

### Sources
- Jamblique de Tyr, Collection des dogmes pythagoriciens, IV : Sur l'Introduction à l'arithmétique de Nicomaque (vers 310 ?) : cf. D. O'Meara, Pythagoras revived, Oxford, Clarendon Paperbacks, 1989, p. 33, 51-52.
- Asclepios de Tralles, Commentaire sur l'Introduction à l'arithmétique de Nicomaque, trad. an. L. Taran : Asclepius of Tralles. Commentary to Nichomachus' Introduction to Arithmetic, Philadelphie, 1969.

### Études sur Nicomaque de Gérase
- (en) Flora R. Levin, The Harmonics of Nichomachus and the Pythagorean Tradition, University Park, 1975.
- (en) Dominic J. O'Meara, Pythagoras Revived, Oxford, Clarendon Paperbacks, 1989, rééd. 206, p. 14-22.
- (en) Leonardo Tarán, « Nicomachus of Gerasa », in Dictionary of Scientific Biography, 1974, t. X, p. 112-114.